# Tchornobaï
Tchornobaï (ukrainien : Чорнобай, russe : Чернобай) est une commune urbaine de l'oblast de Tcherkassy, en Ukraine. Elle compte 7 018 habitants en 2021.